# Garganta del río Columbia
La garganta del río Columbia (del inglés: Columbia River Gorge) es un cañón del río Columbia, localizado en la región del Pacífico Noroeste de los Estados Unidos.  Con una profundidad de hasta 1200 m, el cañón tiene más de 130 km de longitud en el tramo en que el río se dirige hacia el oeste a través de la cordillera de las Cascadas, formando la frontera entre el Estado de Washington, al norte, y el de Oregón, al sur. Se extiende aproximadamente desde la confluencia del río Deschutes y el Columbia, aguas abajo, hasta el extremo este del área metropolitana de Portland, y es la única vía navegable a través de las Cascadas y la única conexión de agua entre la meseta del río Columbia y el océano Pacífico.
La garganta tiene el estatus de área federal protegida, con la categoría de área escénica nacional (National Scenic Area), el área escénica nacional Garganta del río Columbia (Columbia Gorge National Scenic Area), que es administrada por la «Comisión Garganta del Río Columbia» (Columbia River Gorge Commission) y el Servicio Forestal de Estados Unidos. La garganta es un popular destino de recreo.

## Historia
La garganta ha estado habitada por seres humanos desde hace más de 13 000 años. En algunas excavaciones arqueológicas han aparecido evidencias de que personas de la cultura Folsom y marmes cruzaron el puente terrestre de Bering desde Asia. Las excavaciones cerca de Celilo Falls, a unos pocos kilómetros al este de la ciudad de The Dalles, muestran que los seres humanos han ocupado este sitio de pesca del salmón durante más de 10 000 años.[cita requerida]
La garganta ha sido usada como corredor de transporte durante miles de años. Los nativos americanos habrían viajado a través de ella para comerciar en Celilo Falls, tanto siguiendo el propio río como cruzando las montañas por el Lolo Pass, en el lado norte del monte Hood. En 1805, esa ruta fue utilizada por la expedición de Lewis y Clark para llegar al Pacífico. Los tempranos colonos europeos y estadounidenses posteriormente establecieron líneas de barcos de vapor y tendieron líneas de ferrocarril a través de la garganta. Hoy en día, el ferrocarril de la BNSF Railway opera a lo largo del lado de Washington del río, mientras que su rival, el ferrocarril de la  Union Pacific Railroad, lo hace a lo largo de la ribera de Oregón. Hasta 1997, el Pioneer de Amtrak también utilizaba las vías de la Union Pacific. El segmento de Portland del Empire Builder utiliza las vías de la BNSF que pasan a través de la garganta.
La carretera histórica del río Columbia (Historic Columbia River Highway), construida a principios del siglo XX, fue la primera carretera principal pavimentada en el Pacífico Noroeste. Los gastos derivados del transporte disminuyeron después de que las presas de Bonneville y de The Dalles sumergieran muchas zonas de grandes rápidos en la garganta, como las Celilo Falls, un importante sitio de la pesca del salmón de los nativos locales hasta la inmersión del sitio en 1957.
En noviembre de 1986, el Congreso estableció la segunda área escénica nacional (National Scenic Area)  en esta garganta y también la Comisión Garganta del Río Columbia (Columbia River Gorge Commission) como parte de un convenio interestatal. En 2004, la zona de la garganta se convirtió en un Área Vitícola Americana (AVA), un área de 1794 ha situada a ambos lados del río, el área vitícola americana Garganta Columbia (Columbia Gorge American Viticultural Area).

## Descripción
El río Columbia corta el único paso a nivel del mar en la región a través de la cordillera de las Cascadas entre el río Deschutes y el río Sandy, y también marca los límites estatales entre Oregón y Washington. El amplio rango de altitudes y precipitaciones hace que la garganta del río Columbia sea un lugar extremadamente diverso y dinámico. Con altitudes que van desde los  1200 m hasta el nivel del mar, y con una transición desde los 2500 mm de precipitación a solo 250 mm en 130 km, la garganta crea una colección diversa de ecosistemas desde el bosque templado húmedo, en el extremo occidental —con una precipitación media anual de 1900−2500 mm—, con praderas orientales —con una precipitación media anual entre 250−380 mm—, hasta un bosque seco de transición entre las localidades de Hood River y  The Dalles.[cita requerida] Los aislados microhábitats han permitido que muchas especies endémicas de plantas y animales prosperen, incluyendo al menos 13 flores silvestres endémicas.
Las transiciones en la garganta desde los bosques templados hasta los pastizales secos en solo 130 km, muestran un cambio espectacular en el paisaje mientras se conduce por la I-84. En el oeste, las áreas de bosques templados se caracterizan por el arce de hoja grande, el abeto Douglas y el tsuga heterófila, todos cubiertos por epífitas. En la zona de transición (entre las localidades de Hood River y The Dalles), la vegetación cambia al roble blanco de Oregón, el pino Ponderosa y el álamo. En el extremo oriental, los bosques dan paso a amplias praderas, con ocasionales bolsas de pino torcido y pino ponderosa.
Las diferencias de presión atmosférica al este y al oeste de las Cascadas crean un efecto de túnel de viento en el corte profundo de la garganta, lo que genera vientos de 56 km/h que lo convierten en un popular destino para la práctica del windsurf y el kitesurf. La garganta es también un destino popular para practicar senderismo, ciclismo, turismo, pesca y deportes acuáticos. La zona es conocida por su alta concentración de cascadas, con más de 90 solo en el lado de Oregón. Muchas están a lo largo de la carretera histórica del río Columbia, incluyendo las notables Multnomah Falls, con 190 m de caída.
Los senderos y los sitios de uso diario son mantenidos por el Servicio Forestal y también por muchos parques estatales de Oregón y Washington .

## Geología
La garganta del río Columbia comenzó a formarse ya en el Mioceno (hace aproximadamente entre 17 y 12 millones de años), y continuó tomando forma a través del Pleistoceno (de 2 millones a 700.000 años). Durante ese período la cordillera de las Cascadas se estaba formando, desplazando lentamente el delta del río Columbia unos 160 km en dirección norte hasta su ubicación actual.
Aunque el río erosionó lentamente la tierra durante ese período de tiempo, los cambios más drásticos ocurrieron al final de la última Edad de Hielo, cuando las inundaciones provocadas por el antiguo lago Missoula tallaron las abruptas y espectaculares paredes que existen en la actualidad, llegando la inundación del río en algunos lugares a ser tan alta como Crown Point. Esta rápida erosión dejó muchas capas de roca volcánica expuestas.

## Galería

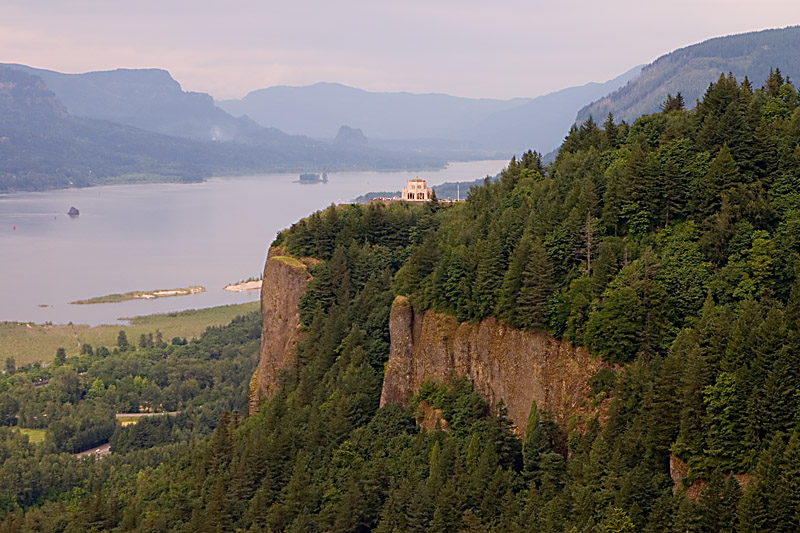
Crown Point, mirando aguas arriba desde Chanticleer Point.
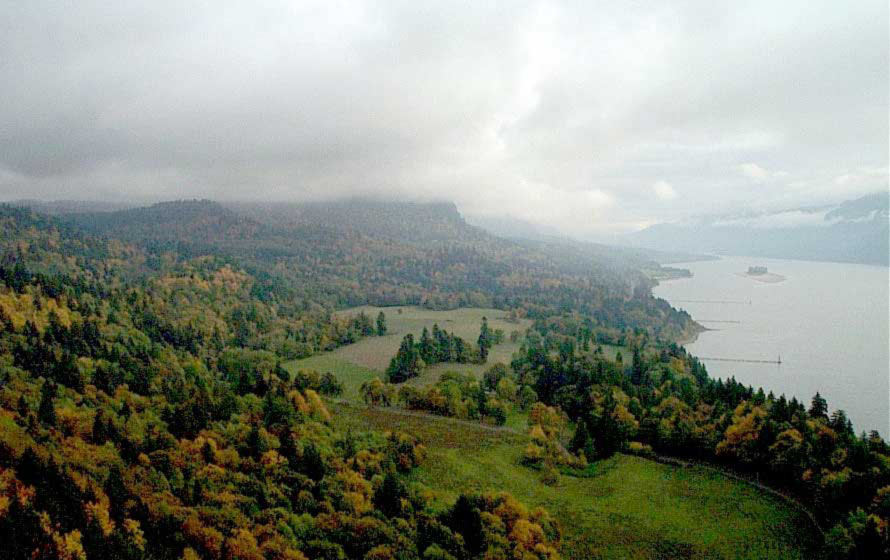
La garganta desde el extremo sur del Gifford Pinchot National Forest.
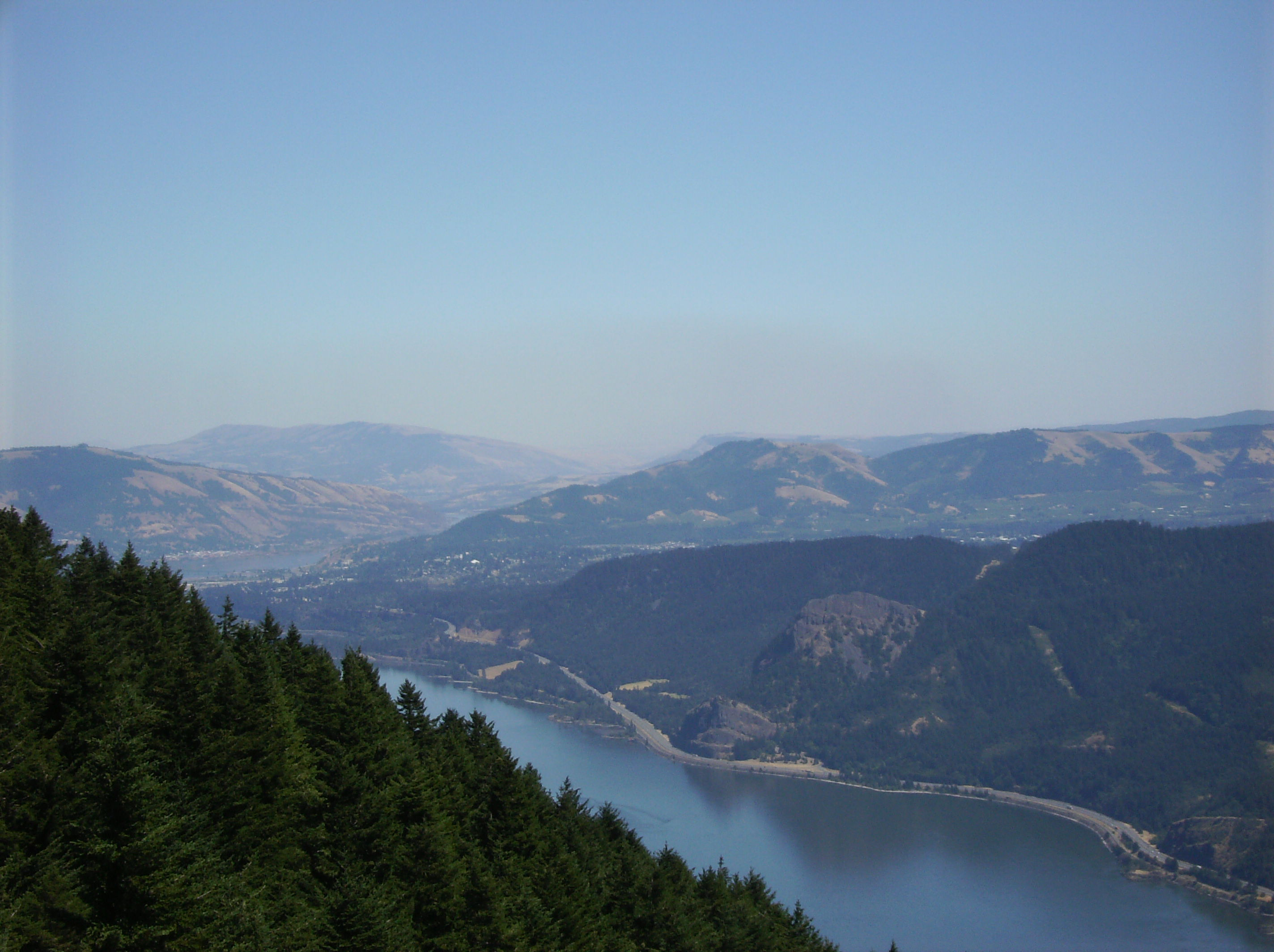
Vista hacia el este hacia The Dalles desde Dog Mountain.
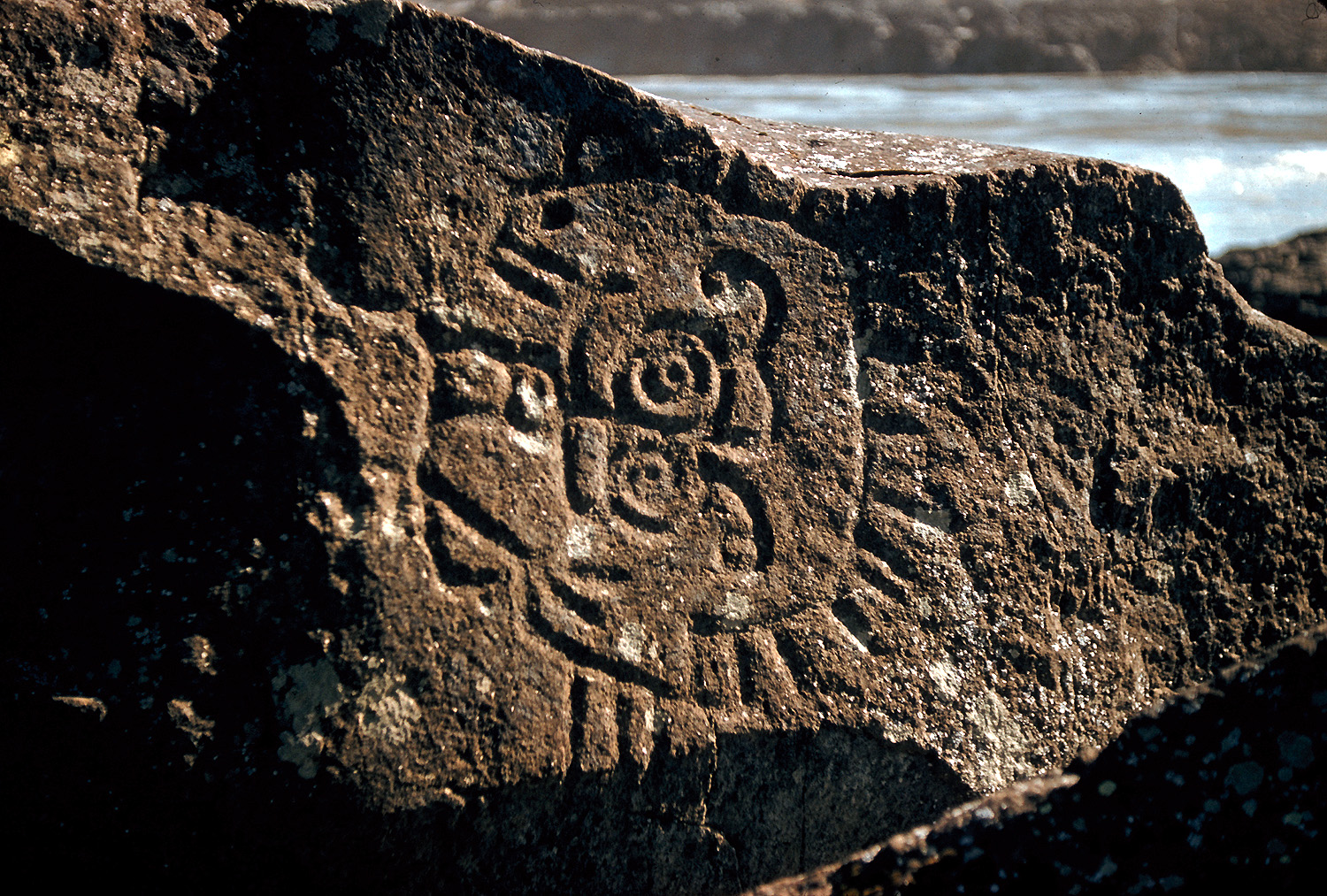
Petroglifos indios en la garganta, cerca de la  presa The Dalles.
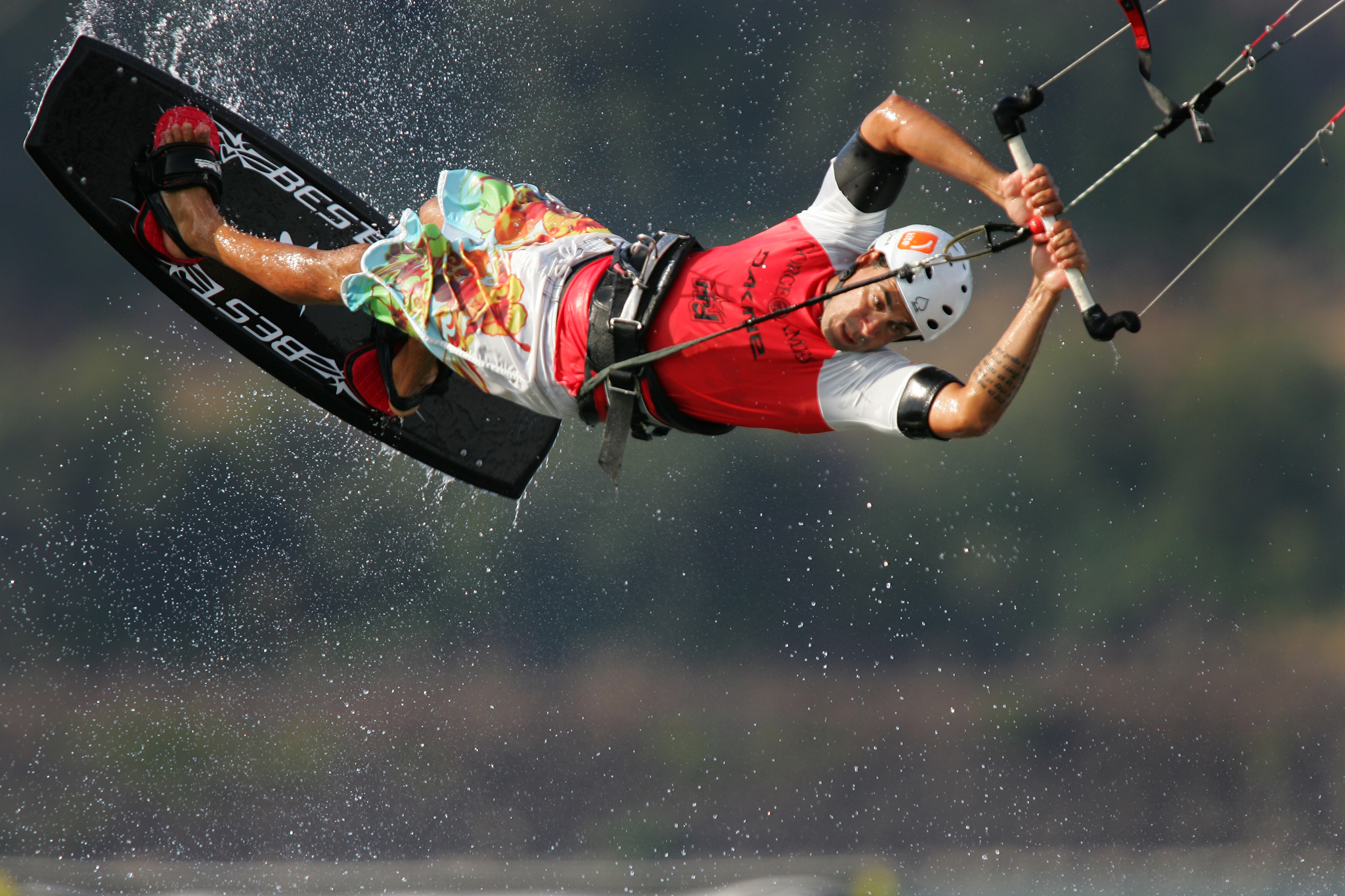
Kitesurfing en el río Columbia.
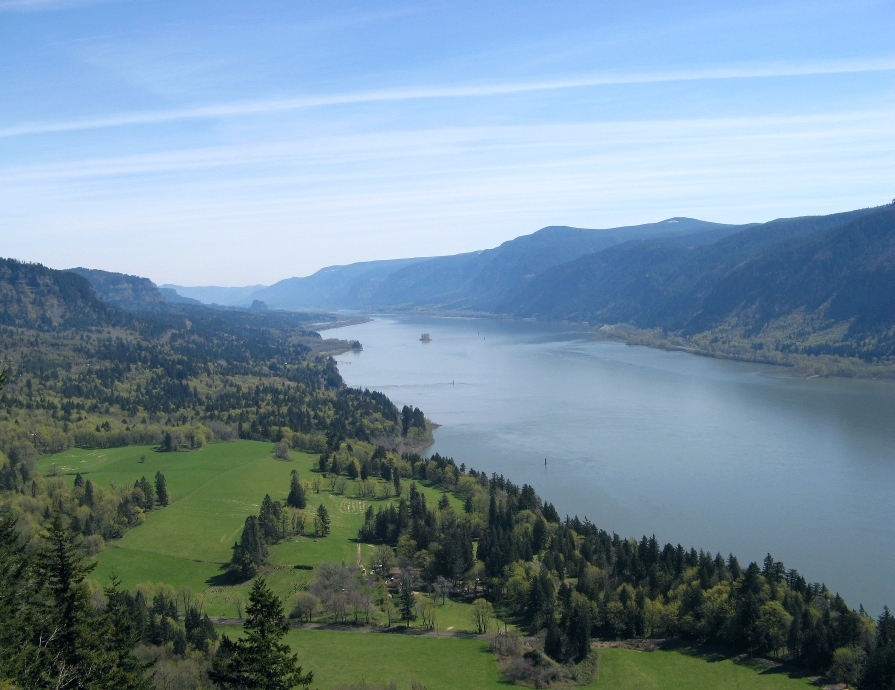
La garganta desde el Cape Horn Trail, mirando al este hacia Beacon Rock.
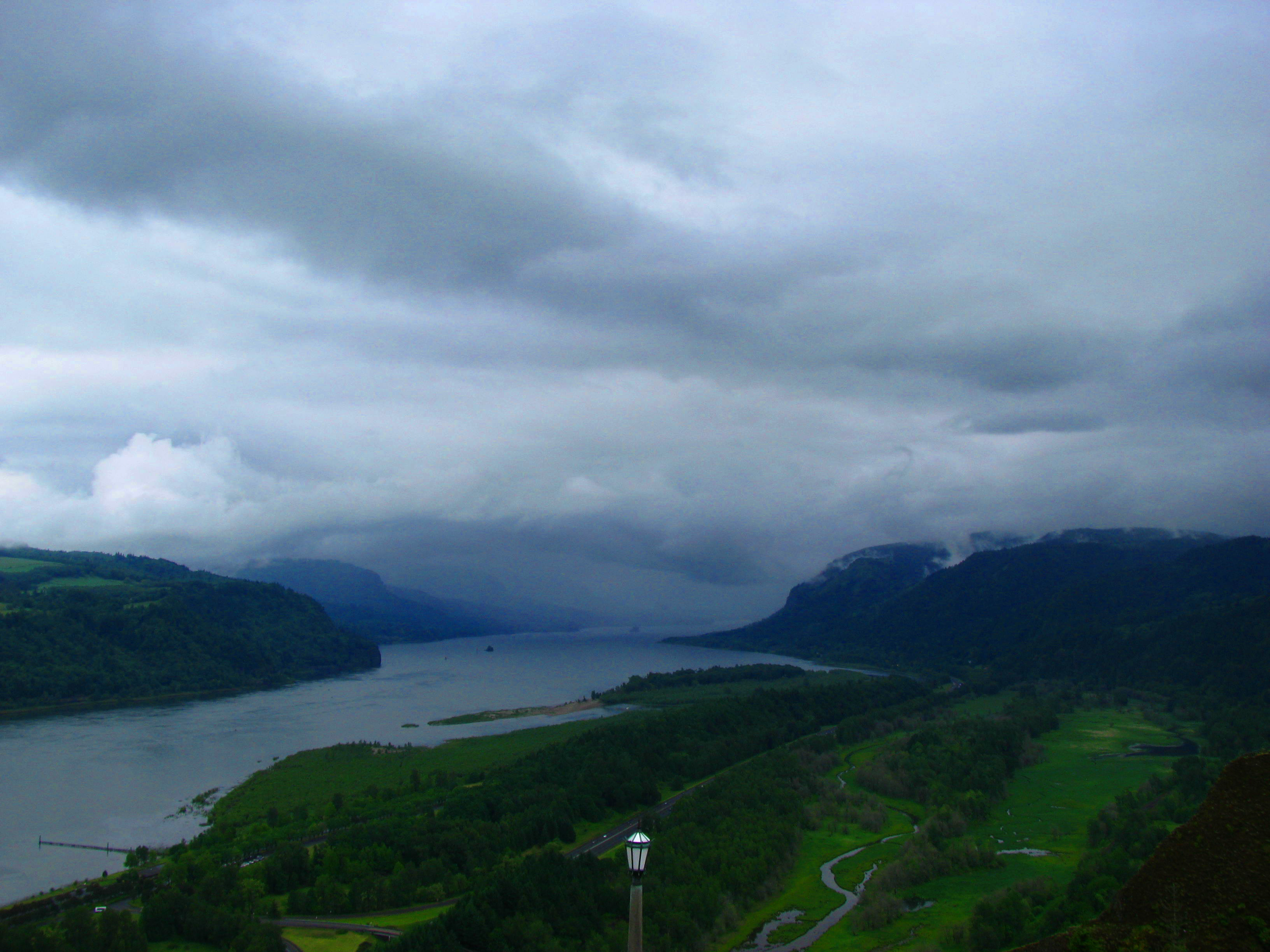
La garganta desde Crown Point.
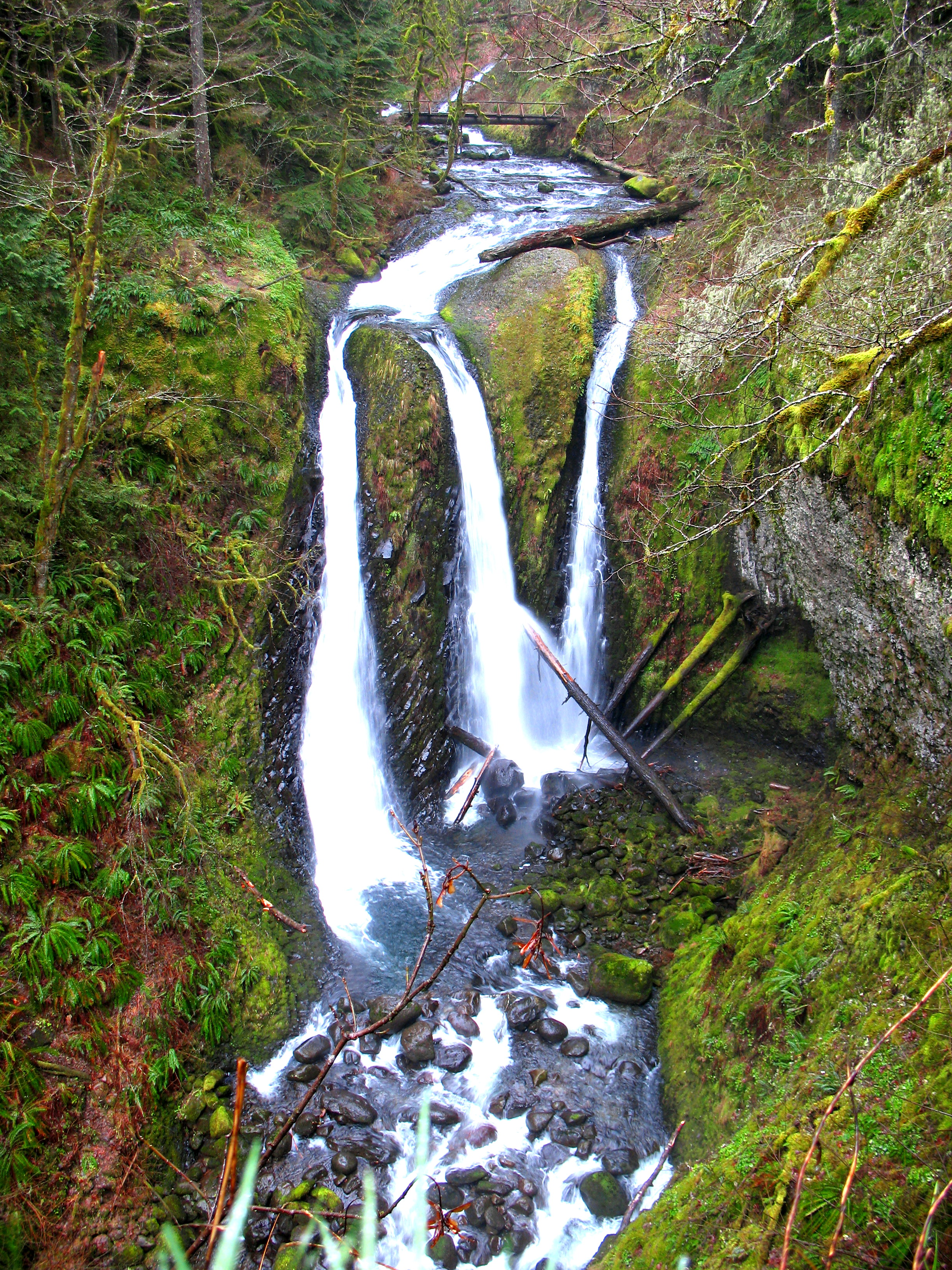
Triple Falls
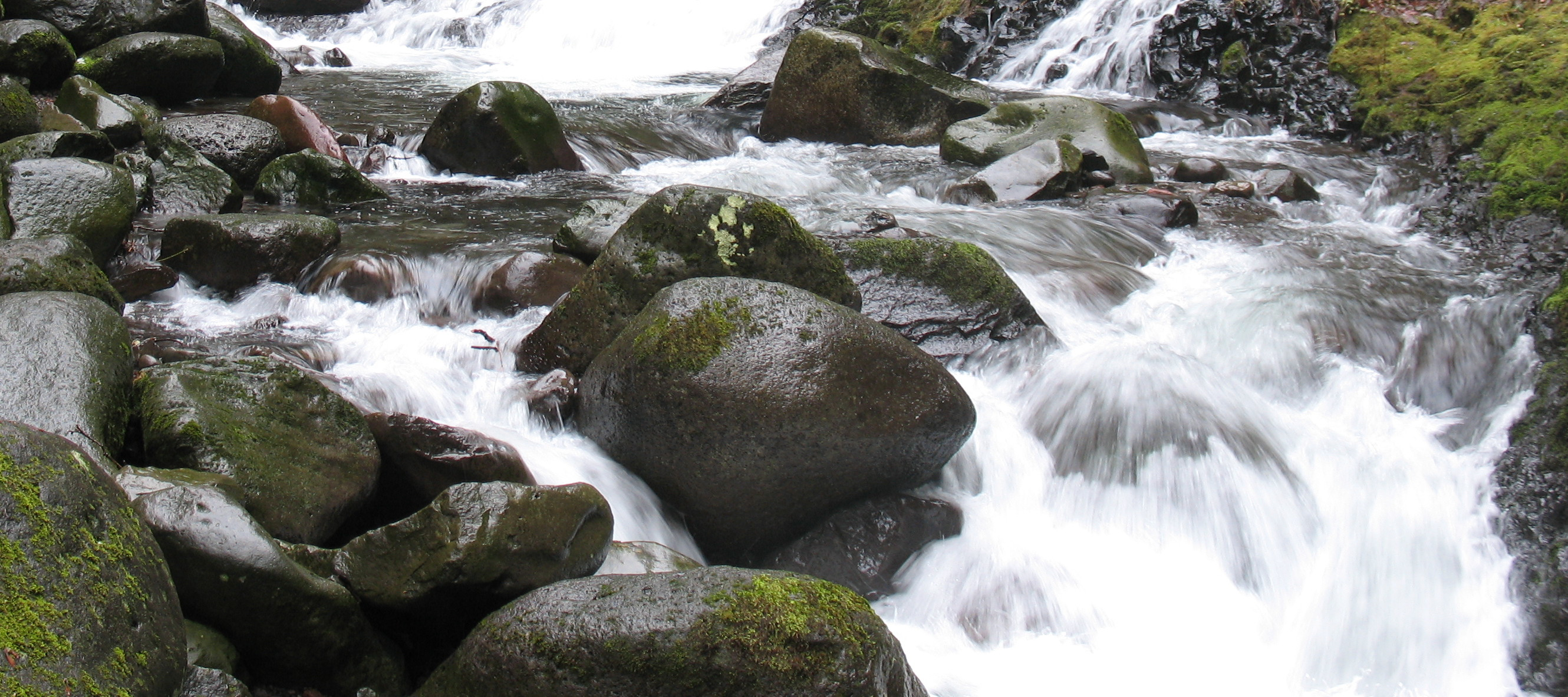
El arroyo Oneonta
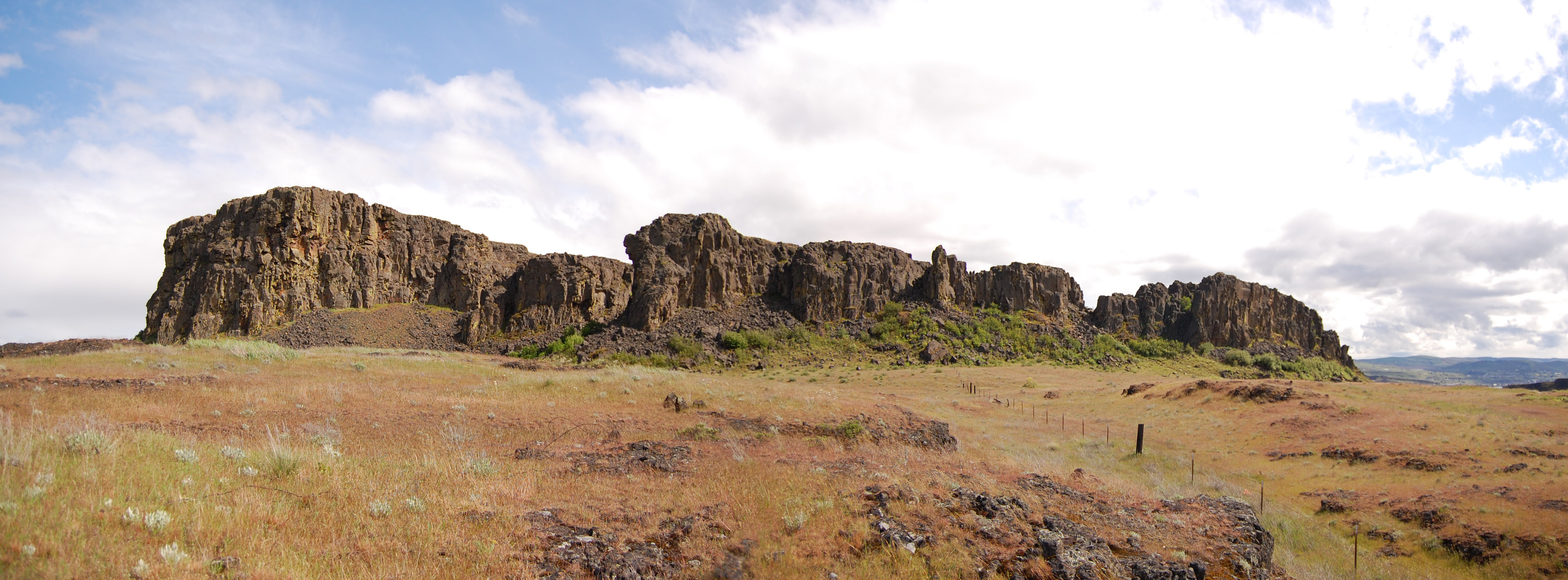
Horsethief Butte, cerca de The Dalles.